# Montbray
Montbray ist eine französische Gemeinde mit 325 Einwohnern (Stand 1. Januar 2022) im Département Manche in der Region Normandie. Sie gehört zum Arrondissement Saint-Lô und zum Kanton Villedieu-les-Poêles-Rouffigny.
Der Ort liegt am Flüsschen Drôme.

## Bevölkerungsentwicklung
- 1962: 728
- 1968: 666
- 1975: 621
- 1982: 486
- 1990: 408
- 1999: 407
- 2014: 374

## Sehenswürdigkeiten

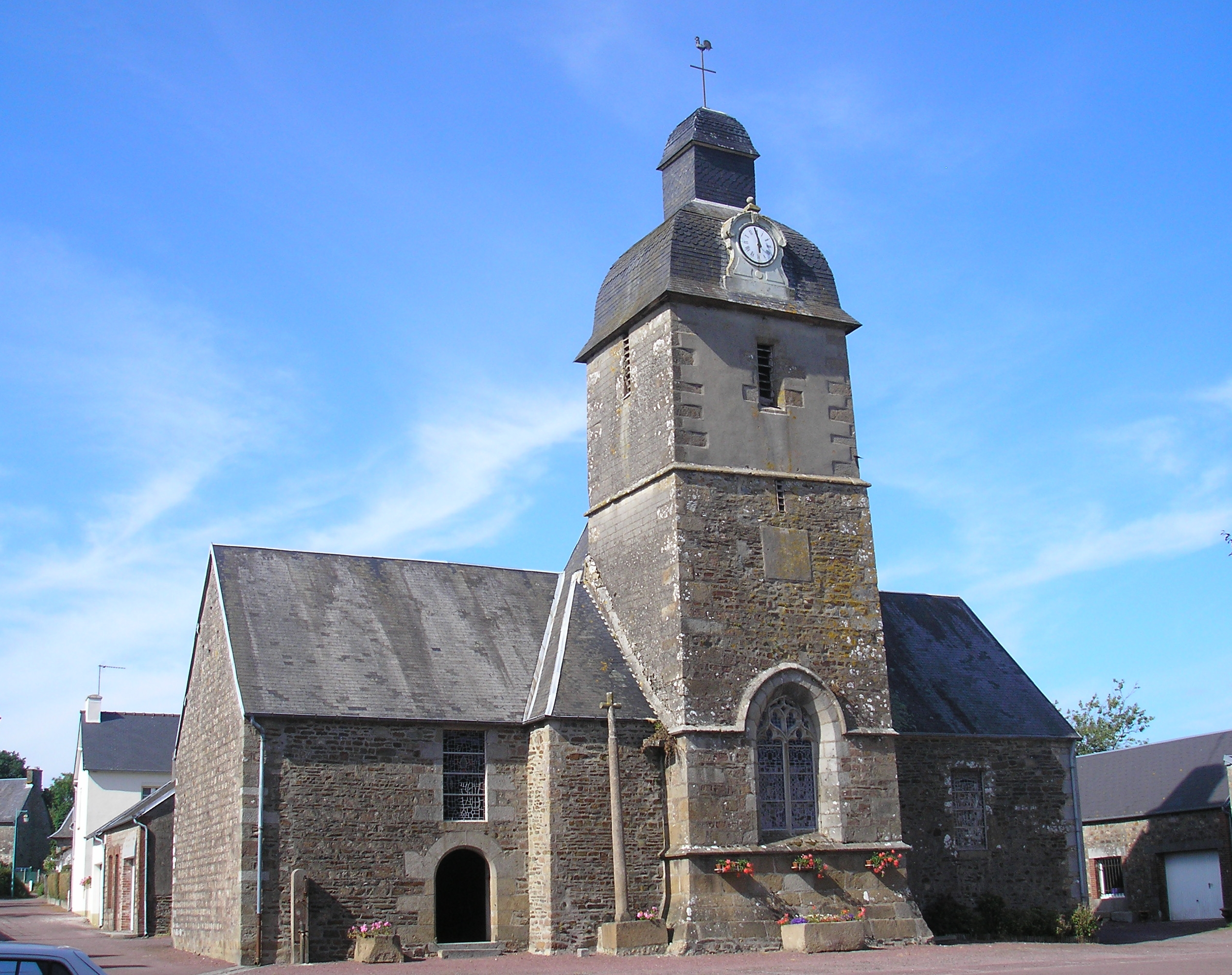
Kapelle Saint-Pierre

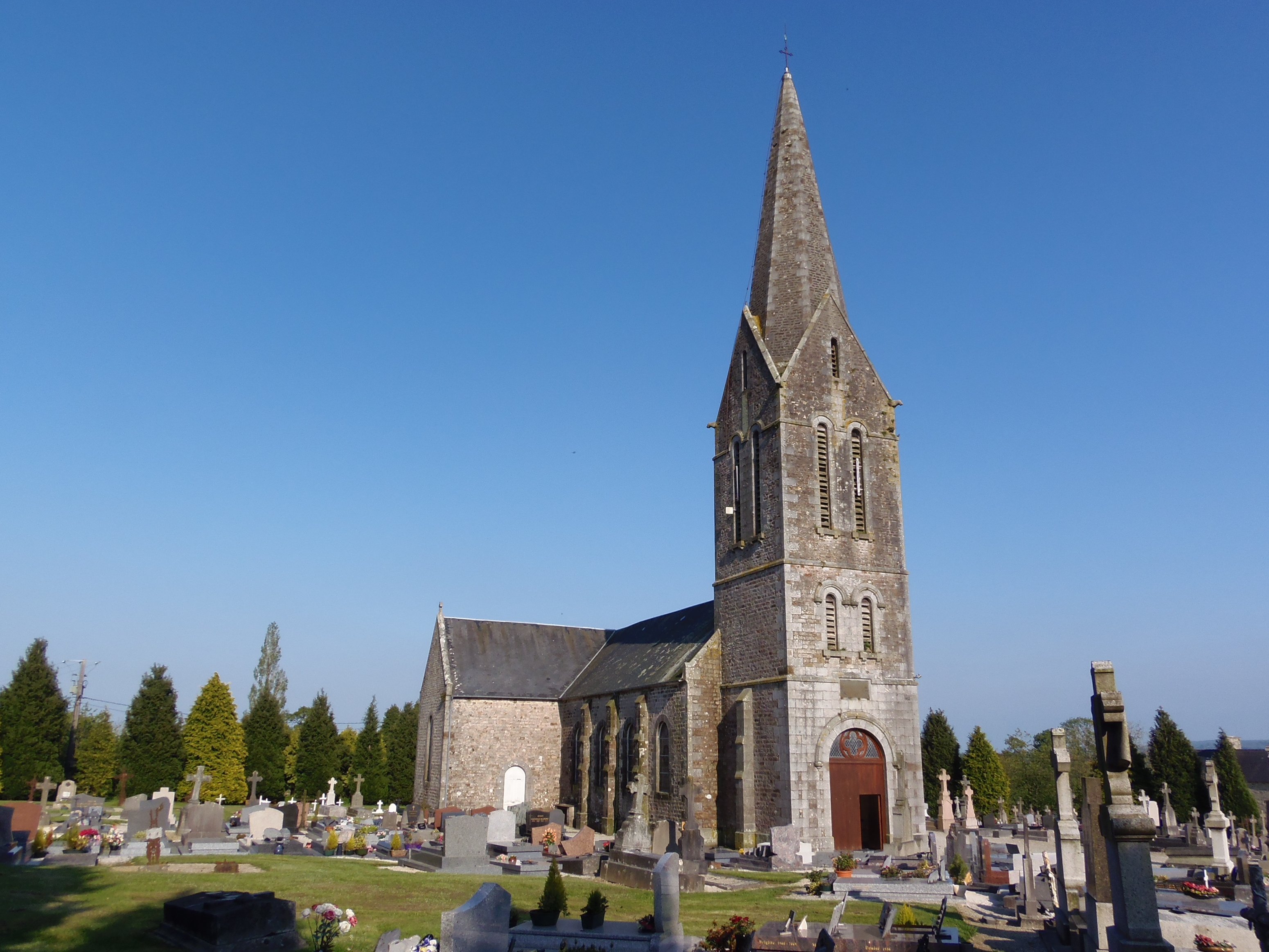
Kirche Saint-Martin

- Kapelle Saint-Pierre
- Kirche Saint-Martin

## Persönlichkeiten
- Geoffroy de Montbray († 1093), Bischof von Coutances